# Lance Beddoes
Lance Beddoes (* 3. November 1992 in Auckland) ist ein ehemaliger neuseeländischer Squashspieler. 

## Karriere
Lance Beddoes begann seine Karriere im Jahr 2009 und gewann einen Titel auf der PSA World Tour. Seine beste Platzierung in der Weltrangliste erreichte er mit Rang 89 im November 2015. Bei den Commonwealth Games 2014 gehörte er zum neuseeländischen Kader und trat mit Paul Coll in der Doppelkonkurrenz an. Sie erreichten das Viertelfinale. Im selben Jahr qualifizierte er sich erstmals für die Weltmeisterschaft, wo er in der ersten Runde ausschied.

## Erfolge
- Gewonnene PSA-Titel: 1